# Ann-Mari Seeberg
Ann-Mari Seeberg, född 1938, är en svensk översättare. Från mitten av 1970-talet och trettio år framåt blev Seeberg svensk översättare åt en rad framstående danska författare. Hon översatte Ib Michael, Peter Høeg, Klaus Rifbjerg, Suzanne Brøgger, Vita Andersen, Dea Trier Mørch och många fler. Som framgår av de tre sistnämnda namnen tog sig Seeberg särskilt an kvinnliga författare, vilket medverkade till att hon blev den som översatte de danska artiklarna i Nordisk kvinnolitteraturhistoria (1993–1997) till svenska.

## Översättningar
- Jesper Hoffmeyer: Flykten från det levande: en bok om biologi och samhälle (Dansen om guldkornet) (PAN/Norstedt, 1976)
- Hans Scherfig: Den långa dagen (Den lange dag) (Alba, 1979)
- Troels Kløvedal:  Kärleken, källvattnet --- och den blå oceanen. Stockholm: Alba. 1979. Libris 7642831. ISBN 91-7458-204-6
- Ole Sarvig: Resenärerna (De rejsende) (Norstedt, 1980)
- Jette Lundbo Levy: Den dubbla blicken: om att beskriva kvinnor: ideologi och estetik i Victoria Benedictssons författarskap (Dobbeltblikket) (Hammarström & Åberg, 1982)
- Karen Blixen: Breven från Afrika 1914-1931 (Breve fra Afrika) (Trevi, 1982)
- Carsten Jensen: Jag har sett världen börja (Jeg har set verden begynde) (DN, 1997)
- Peter Høeg: Den tysta flickan (Den stille pige) (Norstedt, 2007)

## Priser
- Sydsvenska Dagbladets kulturpris 1998
- Elsa Thulins översättarpris 2003[1]